# 엘리 파커 (영화)
엘리 파커(Ellie Parker)는 미국에서 제작된 스콧 코페이 감독의 2005년 코미디 영화이다. 나오미 왓츠 등이 주연으로 출연하였고 스콧 코페이 등이 제작에 참여하였다.

## 출연

### 주연
- 나오미 왓츠

### 조연
- 제니퍼 사임
- 그렉 프레이타스
- 게이 포프
- 블레어 매스트바움
- 제시카 보글
- 조한나 레이
- 레베카 리그
- 마크 펠레그리노
- 스콧 코페이
- 데이빗 베어
- 마셀 사미엔토
- 로비 종
- 브라이언 맥카디
- 브렛 돔로즈
- 로버트 메일하우스
- 키아누 리브스
- 팬쉔 콕스
- 체비 체이스
- 사만다 쉘톤
- 케이트 가우드

## 제작진
- 공동제작: 맷 체즈
- 공동제작: 블레어 매스트바움
- 협력프로듀서: 캐서린 홀랜더